# Rudtjärnen (Enångers socken, Hälsingland)
Rudtjärnen är en sjö i Hudiksvalls kommun i Hälsingland och ingår i Nianån-Norralaåns kustområde.